# کونیه تاناکا
کونیه تاناکا (انگلیسی: Kunie Tanaka؛ (زادهٔ ۲۳ نوامبر ۱۹۳۲ – درگذشتهٔ ۲۴ مارس ۲۰۲۱) یک هنرپیشه اهل ژاپن بود. وی از سال ۱۹۵۵ میلادی تا ۲۰۲۱ مشغول فعالیت بود.
از فیلم‌ها یا برنامه‌های تلویزیونی که وی در آن نقش داشت می‌توان به سریال از سرزمین شمالی ۱۹۸۱ تا ۲۰۰۲، ایستگاه، مدرسه، پسران من اشاره کرد.